# Esther Herranz García
María Esther Herranz García, née le 3 juillet 1969, est une femme politique espagnole.